# William Holmes (cầu thủ bóng đá)
William Hall Holmes (1889 – 1933) là một cầu thủ bóng đá người Anh thi đấu cho Stoke.

## Sự nghiệp
Steel sinh ra ở Stoke-upon-Trent và thi đấu bóng đá nghiệp dư với Leek Alexandra trước khi gia nhập Stoke năm 1912. Ông có 9 trận ra sân và ghi 4 bàn cho Stoke trong 2 mùa giải trước khi rời đi năm 1914 để đến câu lạc bộ Wales Mid Rhondda.

## Thống kê sự nghiệp
| Câu lạc bộ          | Mùa giải            | Giải vô địch | Giải vô địch | Cúp FA  | Cúp FA    | Tổng    | Tổng      |
| Câu lạc bộ          | Mùa giải            | Số trận      | Bàn thắng    | Số trận | Bàn thắng | Số trận | Bàn thắng |
| ------------------- | ------------------- | ------------ | ------------ | ------- | --------- | ------- | --------- |
| Stoke               | 1912–13             | 5            | 3            | 0       | 0         | 5       | 3         |
| Stoke               | 1913–14             | 2            | 0            | 2       | 1         | 4       | 1         |
| Tổng cộng sự nghiệp | Tổng cộng sự nghiệp | 7            | 3            | 2       | 1         | 9       | 4         |